# 劳林堡 (北卡罗来纳州)
劳林堡（Laurinburg）是美国北卡罗来纳州苏格兰县的一座城市。

## 友好城市
- 苏格兰奥本